# 1992년 동계 패럴림픽
1992년 동계 패럴림픽(영어: 1992 Winter Paralympics, V Paralympic Winter Games, 프랑스어: Jeux paralympiques d'hiver de 1992)은 1992년 3월 25일부터 4월 1일까지 1992년 동계 올림픽 개최지인 프랑스 알베르빌에서 개최된 동계 패럴림픽이다. 이 대회부터 동계 올림픽 개최지는 동계 패럴림픽도 개최하게 되었다.

## 참가국
1992년 동계 패럴림픽에 참가한 국가는 총 24개국이다. 에스토니아, 대한민국, 리히텐슈타인 3개국이 처음으로 동계 패럴림픽에 참가하였다. 1991년 소련의 붕괴에 따라 소련을 구성하고 있던 12개 공화국들은 패럴림픽 연합 선수단으로 출전하였다.
| - 오스트레일리아 - 오스트리아 - 벨기에 - 캐나다 - 덴마크 - 에스토니아 - 연합 - 핀란드 | - 프랑스 (개최국) - 독일 - 영국 - 이탈리아 - 일본 - 대한민국 - 리히텐슈타인 - 네덜란드 | - 노르웨이 - 뉴질랜드 - 폴란드 - 스페인 - 스웨덴 - 스위스 - 체코슬로바키아 - 미국 |

## 종목
- 바이애슬론
- 알파인스키
- 크로스컨트리

## 메달 집계
| 순위 | 국가       | 금메달 | 은메달 | 동메달 | 합계 |
| ---- | ---------- | ------ | ------ | ------ | ---- |
| 1    | 미국       | 20     | 16     | 9      | 45   |
| 2    | 독일       | 12     | 17     | 9      | 38   |
| 3    | 연합       | 10     | 8      | 3      | 21   |
| 4    | 오스트리아 | 8      | 3      | 9      | 20   |
| 5    | 핀란드     | 7      | 3      | 4      | 14   |
| 6    | 프랑스     | 6      | 4      | 9      | 19   |
| 7    | 노르웨이   | 5      | 5      | 4      | 14   |
| 8    | 스위스     | 3      | 8      | 4      | 15   |
| 9    | 캐나다     | 2      | 4      | 6      | 12   |
| 10   | 폴란드     | 2      | 0      | 3      | 5    |

## 같이 보기
- 1992년 동계 올림픽